# Мангупський кадилик
Мангупський кадилик — скасована адміністративно-територіальна одиниця в Криму. Входила до складу Кефинського санджаку в 1475—1558 (пізніше, в 1558—1774 — Кефинського еялета) Османської імперії і Бахчисарайського каймаканства (1774—1783) Кримського ханства.

## В Османській імперії
Кадилик був утворений в 1475 році, після завоювання Османами Генуезького володіння — капітанство Готія і князівства Феодоро, на думку істориків, в їх межах. За подаковим даним 1529 року в кадилику мешкало близько 10 тисяч осіб. За податковими відомостями 1634 року і «Османским реєстром земельних володінь Південного Криму 1680-х років» до кадилика Мангуб входили фортеці Мангуб і Баликлава та понад 75 селищ та їх окремих частин-махалі (деякі махалі зараз невідомі, як і частина селищ), у 50 з яких проживали немусульмани, всього 958 сімей.
| - Йени кой - Коджа-саласи - Фуд-саласи - Кюрдлер - Карли - Адим-чокраги - Ені-Сала - Янджо - Коклос - Маркуру - Папас Дегирмени - Гьокгьоз чи Папайалниз - Бюйюк-Озенбаши - Махалле Кючюк-Озенбаши - Бахадир - Махалле Махадир - Татар Осман - Гаврі - Айо-Йоргі - Бюйюк Сейюрен - Кючюк Сейюрен - Кара-Іляс - Хасан-Мірза - Дегірменлі - Черкес-Кірман - Отар-Саласи | - Камишли - Учкую - Акяр - Ін-Кірман - Тимурі чи Кади кой - Карану - Камара - Чургуна - Алчо чи Алсу - Уппі - Махалле Алпу - Махалле Шулу і Фелавез - Айо-Тодор - Угри-куста - Толі - Бага - Мускомйа-і Кебір - Мускомйа-і Сагір - Махалле Варентіка - Байдар - Махалле Кайто - Махалле Сахтік - Іскеле - Календі - Саватка | - Узундже - Сторе - Ласпі - Форос - Бегшадка - Кікеніз - Сімеїз - Хас-петре - Ін-кастра - Місіхор - імане - Агутке - Михалатка - Ялита - Дере кой - Магараш - Марсанда - Сікіте - Партенід - Гурзуф - Кизилташ - Дегірмен - Ланбад-Сагир - Ланбад-Кебир - Алубка |

## У Кримському ханстві
Після здобуття ханством незалежності за Кючук-Кайнарджійським мирним договором 1774 року «наказовим актом» Шагін-Гірея 1775 року кадилик був включений до складу Бахчисарайського каймаканства Кримського ханства, при цьому, за повідомленням Петера Палласа у праці «Спостереження, зроблені під час подорожі південними намісництвами Російської держави у 1793—1794 роках», «шістнадцять сіл, разом з жидівським містом були згодом Шагін-Гірей-ханом також зараховані до кадилика»: Істиля, Кувуш, Авчі -кой, Улу-Сала, Мачі-Сала, Керменчик, Лака, Шюрю, Улаклі, Менгуш, Беш-Ево, Буюк-Єнікой, Кучук-Єнікой, Аян, Майрум, Джуфут-Кале. Згідно з Камеральним Описом Криму… 1784 року кадилик включав власне Мангуп і 96 поселень, при цьому деякі з них являли собою квартали-маалі великих селищ. Частину сіл, із сильно спотвореними назвами, ідентифікувати поки що не вдалося, хоча дослідниками проведено велику роботу зі зіставлення назв Камерального Опису з сучасними.
- Узенбаш
- Другий Узенбаш
- Третій Узенбаш
- Кучук Узенбаш
- Другий Кучук Узенбаш
- Багатир
- Татар Осман
- Гаврил
- Другий Гаврил
- Макалдир
- Янчу
- Другий Янчу
- Еннсала
- Другий Енисале
- Кокос
- Другий Кокос
- Феттах Сала
- Другий Феттах Сала
- Третій Феттах Сала
- Четвертий Феттах Сала
- Форос
- Мешатке
- Міхалатка
- Кучук-кіой
- Эль Мана
- Кікенеїз
- Семеїз
- Алипка
- Гаспура
- Аутка
- Нікіта
- Кизтлташ
- Стгтр Ламбат
- Дегирмен
- Другий Дегирмен
- Третій Дегирмен
- Мускур
- Зор ис
- Ялт
- Дерескиой
- Гурзав
- Барніт
- Б'юк Ламбат
- Другий Ламбат
- Маркур
- Другий Маркур
- Третій Маркур
- Карло
- Другий Карло
- Гюк Гюс
- Другий Гюк Гюс
- Третій Гюк Гюс
- Аируги
- Другий Аируги
- Отарджик
- Тжедире
- Кади
- Другий Кади
- Каранне
- Акъяр
- Інкірман
- Каяту
- Скеле
- Байдар
- Другий Байдар
- Сагир Мускум'я
- Багат
- Саватка
- Календер (Календе)
- Б'юк Мускум'я
- Уркюста
- Сахтек
- Узенжи
- Черкезман (Черкез Керман)
- Отар
- Зал Ага
- Кара-Ильяс
- Отар
- Вакывджик
- Кюкей Акай
- Сарпай
- Юкарі-Ил'яс
- Коджа Сала
- Азим Чокрак
- Джургані
- Другий Джургані
- Айтодор
- Учкюю
- Акчага
- Шилле
- Другий Шилле
- Узень Башчик
- Авлы
- Варнітка
- Камишли
- Балаклава

Після анексії Кримського занства Росією (8) 19 квітня 1783 року, (8) 19 лютого 1784 року, іменним указом Катерини II сенату, на території колишнього Кримського Ханства була утворена Таврійська область і села були приписані до Сімферопольського повіту, а після створення 8 (20) жовтня 1802 року Таврійської губернії  селища кадилика включили до складу Махульдурської та Алуштинської волостей.